# Legendary Lovers
«Legendary Lovers» es una canción interpretada por la cantante y compositora estadounidense Katy Perry, e incluida en su tercer álbum de estudio, Prism de 2013. Fue escrita por Perry, Bonnie McKee, Lukasz Gottwald, Max Martin y Henry Walter mientras que su producción estuvo a cargo por los últimos tres con la ayuda de Skutt. Musicalmente, es una canción worldbeat y folk que presenta influencias de la música de la India y country. Su letra se relaciona con la filosofía oriental, contiene referencias sexuales leves, expresa su «pasión eterna» y también referencia a las novelas de personajes ficticios e históricos infames, como Romeo y Julieta.
Después del lanzamiento del álbum, la mayoría de los críticos de la música contemporánea elogiaron la producción musical, considerando el trabajo de Dr. Luke como algo nuevo y oscuro, asimismo describieron su composición como «ambivalente». Aún no siendo lanzada como sencillo, «Legendary Lovers» logró posicionarse en el puesto número treinta y cinco del conteo coreano Gaon Chart tras vender 2 330 copias digitales, además de llegar al número cincuenta en la lista Pop Digital Songs.

## Antecedentes

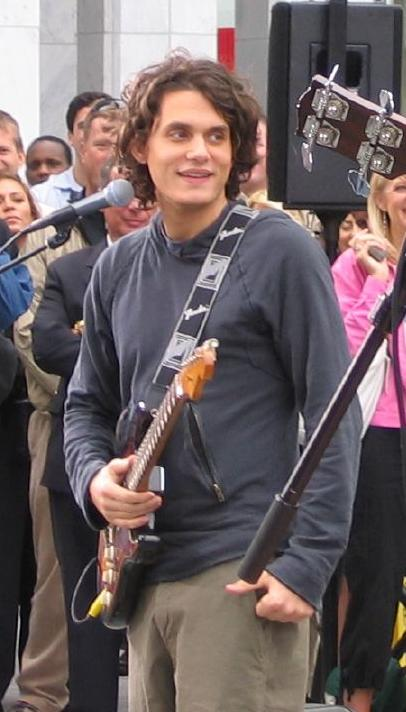
Perry afirmó que «Legendary Lovers» fue inspirado en su relación con el cantante de blues John Mayer.

La pista fue compuesta por Perry, Lukasz Gottwald, Max Martin, Bonnie McKee y Henry Walter, mientras que Gottwald, Martin y Walter se encargaron de la producción musical. «Lengendary Lovers» se grabó en varios estudios, entre ellos Playback Recording Studios en Santa Bárbara, California, MXM Studios en Estocolmo, Suecia, Luke's in the Boo en Malibu, California y Secret Garden Studios en Montecito, California. En una entrevista, McKee habló sobre las inspiraciones para el tema, comentando que:

«Creo que nos divertimos un montón [...] Siento como que si yo fuera capaz de tirar un montón de imágenes de cosas relacionadas con esta canción, una de esa es nuestra inspiración e influencia oriental [...] Fue muy divertido para entrar en la clase "Bollywood" porque yo sé que Perry siempre ha tenido una obsesión con eso. Creo que estos son temas muy clásicos que ella lleva otra vez [...] Cuando se está escribiendo canciones de amor, siempre es para siempre, esas duran para todo el tiempo».

Inicialmente en 2012, algunos medios afirmaron que el nuevo trabajo de Perry sería «verdaderamente oscuro» debido a su divorcio del comediante Russell Brand. Aunque un año más tarde, la cantante respondió que no habría oscuridad en su nuevo disco, y debido a esto decidió cambiar el título de su cuarto álbum Prism, explicando que «finalmente dejé la luz, podría crear estas canciones que fueron inspiradas por este evento y hacer una auto-reflexión, yo sólo trabajo en mí misma». Según Perry, la inspiración para «Legendary Lovers» vino de una conversación a través de correo electrónico que tuvo con su novio el cantante John Mayer:

«De hecho, escribí esto una vez, durante nuestra conversación, luego volví a leer y me di cuenta de que los "amantes legendarios" sonaba genial [...] Pasamos mucho tiempo privado entre nosotros antes de que se convirtiera en algo público, sólo nos escribíamos cartas [...] Había ciertas cosas en ese momento flotando en mi cabeza, así que decidí hacer el tema sobre de todo esto».

En abril de 2013, el cantante dio una entrevista a la ASCAP, donde confirmó que había completado la mitad de su nuevo álbum de estudio y lo describió como «esquizofrénico», agregó: «Cuando digo cuando quiero la etiqueta para lanzar un álbum, es cuando empieza la carrera es el momento en que puse presión sobre mí mismo». También reveló como se sentía colaborar nuevamente con Dr. Luke, Martin y McKee, diciendo que: «Como equipo, tenemos algunos puntos fuertes, Max es la elección de las melodías, con Luke está produciendo y yo soy la líder del equipo y de la melodía. Trabajar con Bonnie McKee es como una sesión de abuso emocional, ambas discutimos como si estuviéramos en un anillo de la lucha por la mejor lírica».

## Composición

La canción está compuesta en la tonalidad mi menor.

«Legendary Lovers» es una canción «mística» Worldbeat y folk que incluye estilos de bhangra y sitar que contiene respaldados tablas e instrumentos orientales, tiene una duración total de tres minutos con cuarenta y cuatro segundos. Musicalmente contiene elementos de música country, su instrumentación está compuesta por tablas, instrumentos de cuerdas de origen oriental, un sitar eléctrico y una doble violín. De acuerdo con la partitura publicada por Kobalt Music Publishing America, Inc. en el sitio web Musicnotes.com, la pista está compuesta en la tonalidad de mi menor y está situado en un compás de 4/4 en un metrónomo de 126 pulsaciones por minuto. El registro vocal de la cantante se extiende desde la nota de B#3 a E#5, mientras que la melodía sigue su progresión de acordes de C-G-Em-D. Su puente se caracteriza por un instrumento de percusión. En septiembre de 2013, durante una ceremonia especial para escuchar el nuevo material de Perry, ella se describe a sí misma en «Legendary Lovers», diciendo que «tiene un poco de curry en ella».
Líricamente, el tema se enfoca en los conceptos del infinito y el karma, el cual gira en torno a la filosofía oriental, que se utiliza para describir la «pasión eterna», que ella y un hombre podrían experimentar, además se mezcla con la «sexualidad sugestiva». Perry también hace numerosas referencias a personajes históricos e infames, incluyendo a Cleopatra y Romeo y Julieta, que son bien conocidos por sus romances. En el estribillo, Perry canta el verso «Take me down to the river / Underneath the blood-orange sun / Say my name like a scripture / Keep my heart beating like a drum» —«Llévame al río / Bajo el sol de sangre naranja / Di mi nombre como una escritura / Mantén mi corazón latiendo como un tambor», el cual Jason Lipshutz de Billboard considera como el «estribillo más interesante» de Prism. John Walker de MTV Buzzworthy opinó que el tema era una reminiscencia de «crianza Pentecostal», mientras que Rob Harvilla de la revista Spin la consideró como un «golpe de Bollywood».

## Comentarios de la crítica

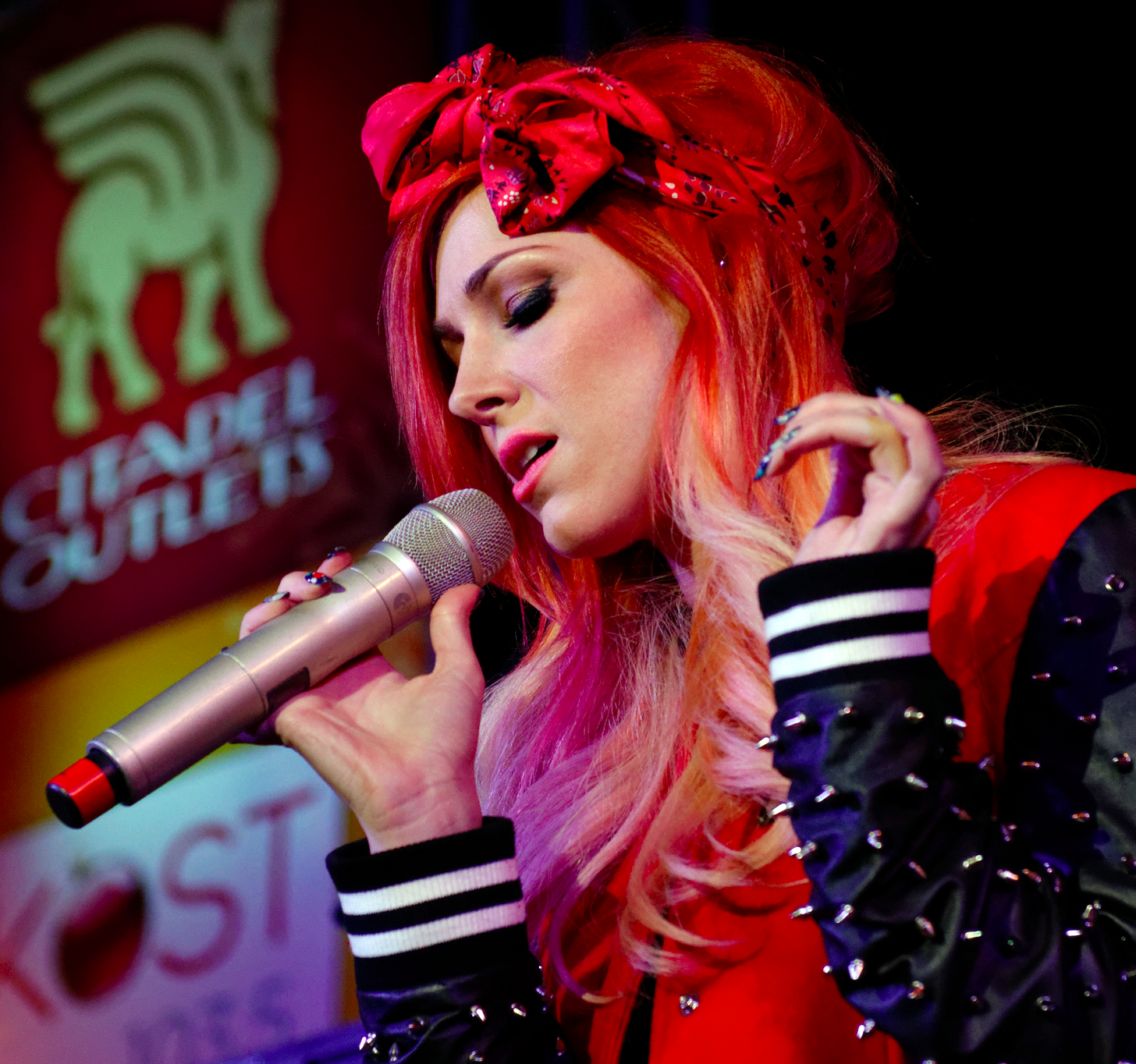
Bonnie McKee (en la foto) coescribió el tema con Luke, Martin, Cirkut, y Perry.

«Legendary Lovers» recibió reseñas muy variadas, en su mayoría positivas. Helen Brown de The Daily Telegraph elogió su contenido lírico, considerándolo como «melodioso, juguetón y exótico». Jon Dolan de Rolling Stone comparó el estilo del tema con canciones de Robyn y Lykke Li, afirmando que «es una pista intima y oscura». Allison Stewart de The Washington Post describió la letra como uno «talla única para todos los eslogan espirituales de alguien que una vez leyó un libro de auto-ayuda en un aeropuerto». Natalie Palmer de EntertainmentWise escribió que la instrumentación de la canción en particular el ritmo bhangra contribuyó en hacer que la canción sea la «más espiritual en el álbum».
Sam Lansky de Idolator pensó que la canción «no se sentía como una sorpresa» en Prism, aunque considera que su estribillo es el más «pegadizo de todo el disco». También destacó que algunas letras en el primer verso de la canción están dirigidos a las cantantes Christina Aguilera y Lady Gaga. Trent Wolfe de The Verge mantuvo que el coro de la canción se pudo realizar en «reuniones locales potentes», además elogiando la producción de Dr. Luke como «la transformación de los sonidos oscuros en el pop». Glenn Gamboa de Newsday no se sorprendió con el contenido de las letras, describiendo a la canción como «un mal tributo al budismo y a la música de la India que son prácticamente una burla con versos como “I feel my lotus bloom”— “Siento mi flor de loto” y “You Are My Destiny, my mantra”— “Tu eres mi destino, mi mantra”». Jason Lipshutz de Billboard no criticó las letras, pero en su lugar se centró en los «implacables golpes de los tambores» que se escuchan durante el estribillo. Durante su revisión en Prism, Adam Holz de Plugged In escribió que él considera a la pista como un «contenido objetable» en el álbum. Mesfin Fekadu de ABC News dijo que Dr. Luke, Max Martin y Bonnie McKee «hicieron sacar lo mejor de Perry en la canción», considerándola «un tema inolvidable».

## Posicionamientos en listas

### Semanales
| Corea del Sur  | South Korean Gaon Chart | 69 |
| Estados Unidos | Pop Digital Songs       | 50 |

## Créditos
- Composición – Katy Perry, Bonnie McKee, Dr. Luke y Max Martin.
- Producción – Dr. Luke, Max Martin, Cirkut y Stukk.
- Instrumentación – Dr. Luke, Max Martin y Cirkut.
- Grabación – Dr. Luke.
- Ingeniería de audio – Peter Carlsson, Clint Gibbs, Sam Holland y Michael Illbert.
- Armonías vocales – Katy Perry.
- Mezcla – Serban Ghenea.

Fuente: Discogs.